# Ivan Pokhitonov
Ivan Pavlovitch Pokhitonov, né le 27 janvier 1850 au village de Matrionovka dans le Gouvernement de Kherson, Ukraine et mort le 23 décembre 1923 à Bruxelles, est un peintre ukrainien paysagiste, qui fit partie du mouvement des Ambulants et passa la plus grande partie de sa vie en France et en Belgique.

## Biographie
Il naît au village de Matrionovka dans la famille d'un petit propriétaire terrien de la noblesse, juge de paix de l'ouiezd d'Elizavetgrad en Ukraine, alors dans l'Empire russe, et entre en 1858 à l'académie d'agriculture de Moscou, puis en 1870-1871 à la faculté des sciences naturelles de l'université de Nouvelle Russie d'Odessa, mais abandonne ses études pour faire un grand voyage en Europe occidentale avec sa mère et sa sœur aînée. C'est au cours de ces années qu'il fait son véritable apprentissage de peintre (qu'il avait commencé sérieusement à Odessa). Il expose même à Genève. Il s'installe à Paris en 1877, considérée alors comme la capitale de la peinture, où il rencontre Vassili Polenov, Mark Antokolski, Vladimir Stassov ; mais aussi des peintres français, comme Ernest Meissonier, Jules Bastien-Lepage, etc. Il poursuit son apprentissage à l'atelier d'Eugène Carrière. Il expose régulièrement au Salon de Paris à partir de 1876, où il est remarqué par Répine et Tretiakov qui lui achète vingt toiles pour sa galerie.
Il fait la connaissance à Paris de Mathilde Wulffert, ardente féministe et futur médecin hygiéniste. Leur liaison s'étiole au bout de dix ans, et Pokhitonov se lie avec la sœur cadette de Mathilde, Eugénie, dont il a un fils, Boris, mais qu'il ne reconnaît pas et qui porte donc le nom de sa mère. Il peint en 1881 dix toiles représentant des scènes de bataille pendant la guerre russo-turque de 1877-1878. En 1893, il s'installe dans la banlieue de Liège, tout en voyageant en France, en Italie et en Russie. Il est inspiré par les peintres de Barbizon et ceux de l'impressionnisme, et se détourne de ses premières œuvres plus classiques. Il prend part ainsi à une exposition des Ambulants en 1895 et obtient une médaille au Salon de Paris en 1900.
En 1901, il fait l'acquisition d'un domaine dans le gouvernement de Minsk à Jabovchtchina. Il est nommé en 1904 membre de l'académie impériale des beaux-arts de Saint-Pétersbourg dans la section des peintres de bataille. Il retourne vivre en Belgique en 1906, puis s'installe à Saint-Pétersbourg en 1913, où il passe les années de la Grande Guerre, ainsi que la révolution de février 1917. Il trouve refuge quelques mois plus tard dans le Kouban, encore tenu par les Blancs, à Ekaterinodar et à Goriatchi Klioutch et finalement parvient à émigrer en 1919. Il retourne en Belgique, où il expose à Liège et à Anvers et meurt à Bruxelles en 1923. Il est enterré à Liège. Une rue de Jupille, dans la banlieue de Liège porte son nom.

## Œuvres

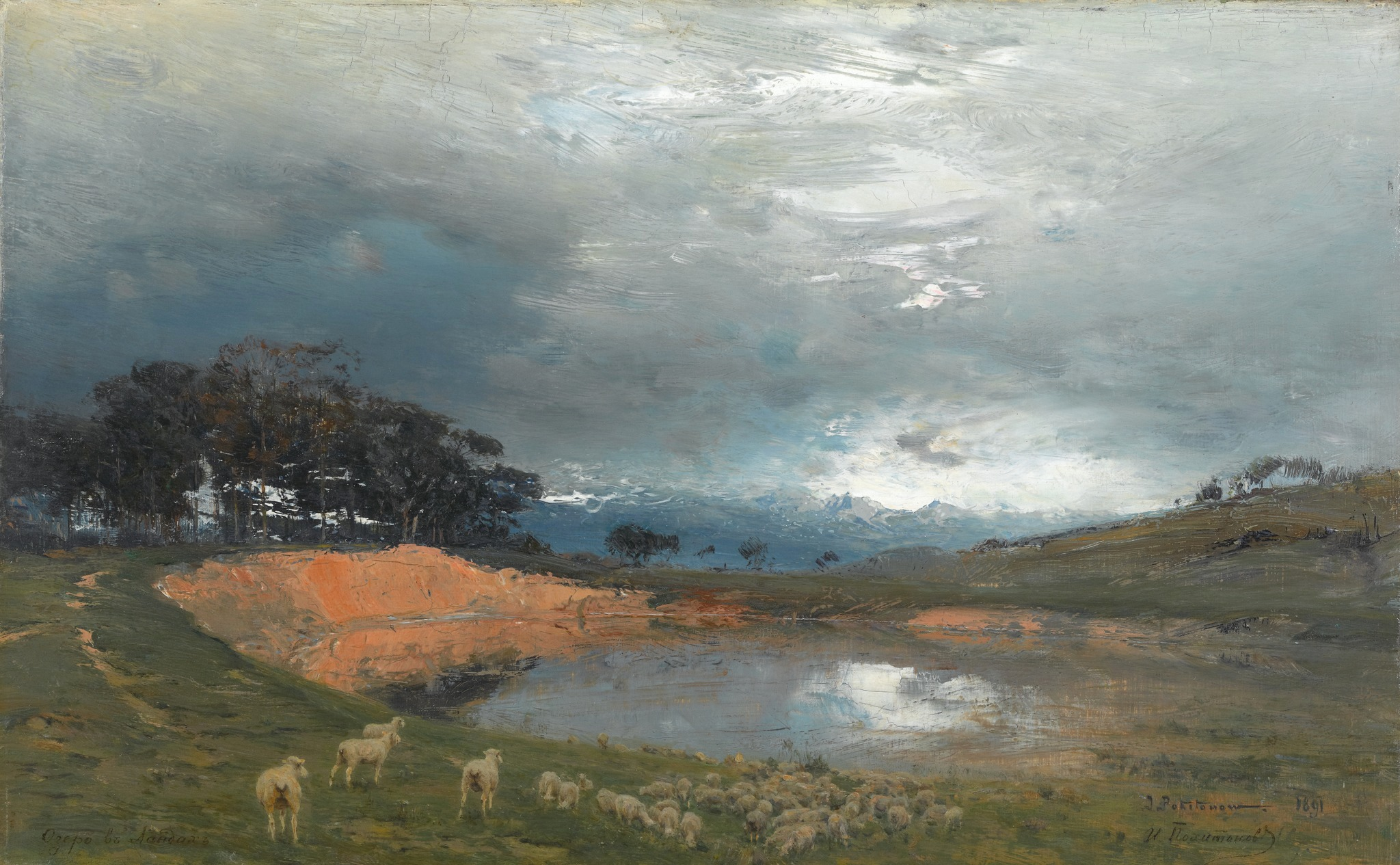
Galerie Tretiakov.
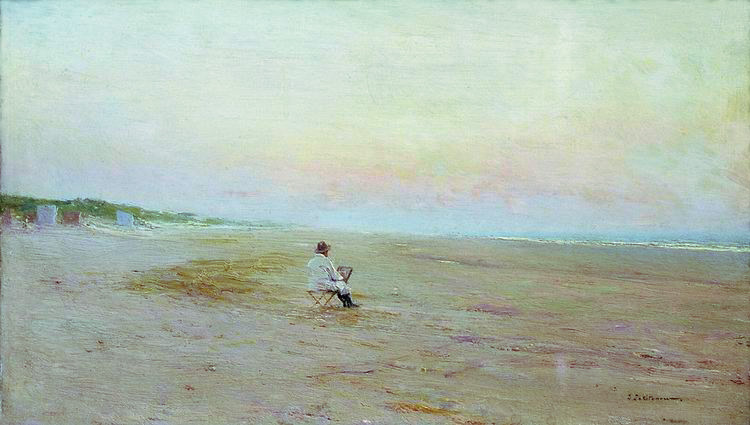
Le Peintre au bord de la mer (avant 1900), au bord de la mer du Nord
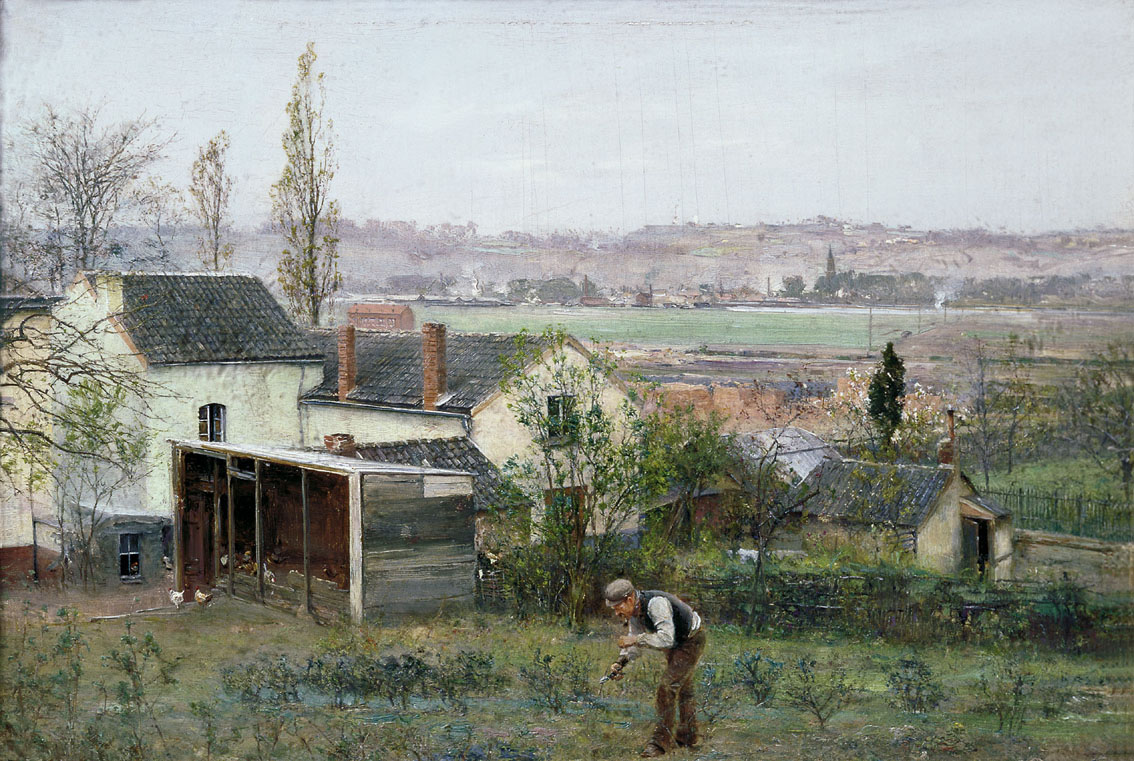
Le Jardinier (1900), à la campagne près de Liège
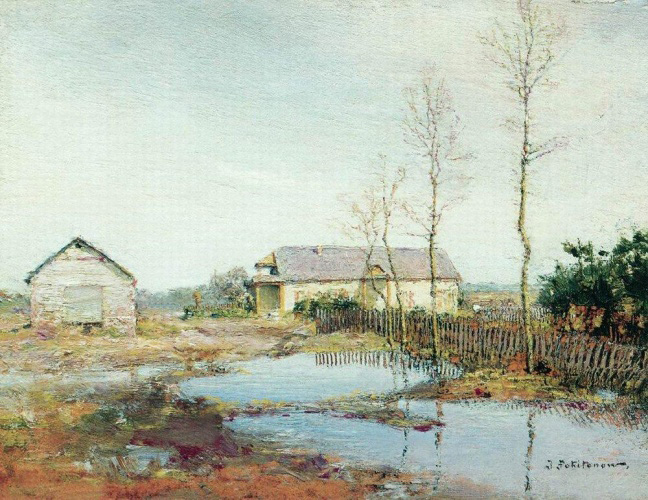
Journée de printemps (après 1901), à la campagne près de Minsk
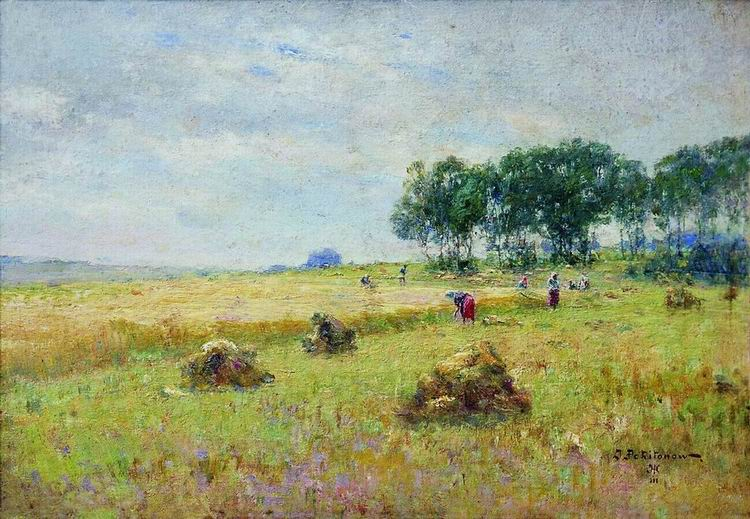
La Moisson (vers 1910) en Russie
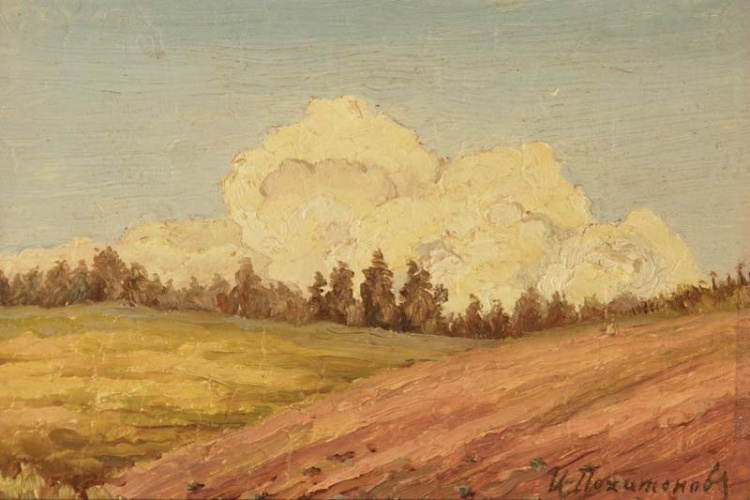
Paysage d'été (1917) en Russie

## Notes et références

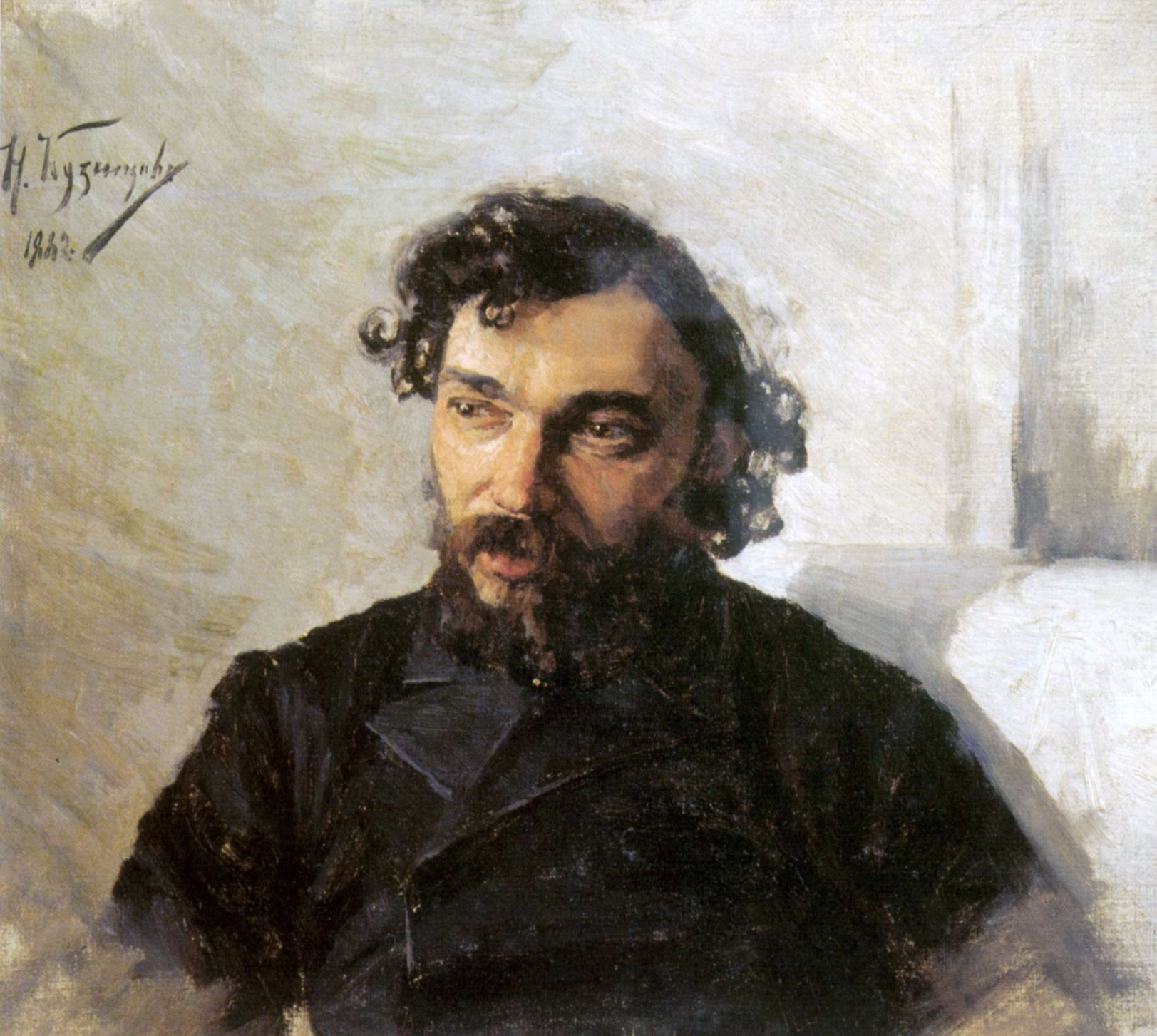
Portrait de Pokhitonov par Nikolaï Kouznetsov (1850-1929), galerie Tretiakov (1882)